# Целеменць
Целеменць (пол. Cielemęc) — село в Польщі, у гміні Збучин Седлецького повіту Мазовецького воєводства.
Населення — 188 осіб (2011).
У 1975-1998 роках село належало до Седлецького воєводства.

## Демографія
Демографічна структура станом на 31 березня 2011 року:
|          | Загалом | Допрацездатний вік | Працездатний вік | Постпрацездатний вік |
| -------- | ------- | ------------------ | ---------------- | -------------------- |
| Чоловіки | 90      | 27                 | 59               | 4                    |
| Жінки    | 98      | 19                 | 56               | 23                   |
| Разом    | 188     | 46                 | 115              | 27                   |